# Josetsu

Hyōnen-zu
av Josetsu, cirka 1413.
Tusch på papper.

Taikō Josetsu, (aktiv ca 1375 — ca 1425), var en japansk målare och zenbuddhistisk munk. Han anses ha varit den som introducerade det kinesiska, monokroma tuschmåleriet i Japan. Konst från den kinesiska, tidigare Södra Songdynastin (1127–1279) fick stor inverkan på tuschmåleriets utveckling i Japan, och framför allt Muqi, lär ha varit en stor förebild för Josetsu och senare zenbuddhistiska målare.
Josetsu var verksam vid Shōkoku-ji-templet i Kyoto och kan ha varit lärare till Shūbun, som i sin tur hade stort inflytande på den yngre Sesshū Tōyō, som kom att studera vid samma tempel.
Endast ett säkert arbete har bevarats, Hyōnen-zu (ungefär: Fånga mal med en kalebass) från cirka 1413.